# Ayuca
ayuca（アユカ）は、岐阜乗合自動車（岐阜バス）が発売する非接触型ICカード乗車券である。岐阜バスグループのほか、岐阜市周辺の一部のコミュニティバスでも導入されている。
長良川の清流をイメージしたデザインで、右下に3匹のアユが泳ぎ、左上に「ayuca」のロゴがある。グラフィックデザイナーの左合ひとみによるもので、カード裏面に「デザイン：左合ひとみ」の記載がある。

## 種類
ストアードフェア（SF）機能のみの「ayuca」と、定期券機能が付加された「ayuca定期券」に大別される。それぞれ乗車対象者に応じて種類が異なる。
また、岐阜市に居住する70歳以上の高齢者を対象者とした「岐阜市高齢者おでかけバスカード」も存在する（交付申請必要。運賃は終日2割引）。

### ayuca
| 種類                   | 記名有無 | 対象         | SF有効期限                                         |
| ---------------------- | -------- | ------------ | -------------------------------------------------- |
| 普通カード             | 選択可   | 一般大人     | なし                                               |
| 通学カード             | 記名式   | 一般学生     | 卒業する年の3月31日                                |
| こどもカード           | 記名式   | 一般小児     | 卒業する年の4月5日                                 |
| 障がい者カード（大人） | 記名式   | 障がい者大人 | 誕生月末日                                         |
| 障がい者カード（小児） | 記名式   | 障がい者小児 | 誕生月末日または卒業する年の4月5日のどちらか早い方 |

- 普通カードのみ記名式・無記名の選択が可能。
- 普通カード以外は全て記名式カードであり、記名された本人以外は使用できない。
- 購入時に、こどもカードは年齢の確認できる物、通学カードは学生証等、障がい者カードは障害者手帳等の証明書が必要。
- 通学カードおよび障がい者カード（小児）は、複数人支払いができない。こどもカードは2011年10月1日から可能となった。
- 記名式カードの券面には氏名・性別・有効期限が印字され、カード紛失時には再発行が可能。
- 通学カードの発行は2011年9月30日限りで終了。既に所持している通学カードは同年10月1日以降、有効期限後もそのまま利用できるが、普通カードへの切り替えも可能。

### ayuca定期券
|      | 種類             | 記名有無 | 対象                         | SF機能                 |
| ---- | ---------------- | -------- | ---------------------------- | ---------------------- |
| 通勤 | 大人用           | 記名式   | 一般大人                     | 普通カード             |
| 通勤 | 小児用           | 記名式   | 小児                         | こどもカード           |
| 通勤 | 障がい者（大人） | 記名式   | 障がい者大人                 | 障がい者カード（大人） |
| 通学 | 大人用           | 記名式   | 通学を目的とする一般大人     | 通学カード             |
| 通学 | 小児用           | 記名式   | 通学を目的とする小児         | こどもカード           |
| 通学 | 障がい者（大人） | 記名式   | 通学を目的とする障がい者大人 | 障がい者カード（大人） |

- 購入条件はayucaと同じである。
- 通学定期券には通常の定期券以外に「平日定期券」・「片道定期券」が存在する。通勤定期券にも存在したが、2011年3月13日限りで発売を終了した。
  - 平日定期券：土曜・日曜・祝日以外の平日に使用可能。通常定期の7分の5の金額（端数は切り捨て）。
  - 片道定期券：定期券面のどちらか片道のみ使用可能。通常定期の半額（端数は切り捨て）。
- 通用期間は1ヶ月・2ヶ月・3ヶ月・6ヶ月。このほか、通学定期券には学期のみ有効の「学期定期」が存在する。
- 通勤定期券には、岐阜市内均一区間ならどこでも使用可能な「岐阜市内均一フリー」が存在する。

## 沿革
ayucaの導入以前は磁気式バスカードを導入していた。
岐阜市が国土交通省・警察庁により指定されたオムニバスタウン事業の一環として、バス利用者の利便性を向上させる目的で導入した。東海3県（愛知・岐阜・三重）の交通系独自のICカードシステムの導入は東海旅客鉄道（JR東海）のTOICAに次いで2例目で、バス会社としては東海3県で初めてであった。
岐阜バスが2024年春を目途にmanacaを、2026年春を目途にmanaca定期券を導入し、その後ayucaを廃止する検討を行っていることが2022年12月に報道された。その後、2024年3月2日よりmanacaを導入した（manaca定期券はこの時点では未導入）。

### 年表
- 2006年
  - 12月1日 ayuca発売。
  - 12月11日 バス車内でayuca（普通カード・無記名）を販売開始。
- 2007年
  - 3月16日 ayuca定期券導入。
  - 3月31日 磁気式バスカード及び紙製定期券の発行が終了し、定期券はayuca定期券に統一された。
- 2008年
  - 1月1日 磁気式バスカードの発行終了に伴う払い戻しを開始。
  - 3月31日 磁気式バスカードの取り扱いを終了。
  - 9月30日 磁気式バスカードの払い戻しを終了。
- 2009年
  - 3月15日 岐阜市コミュニティバス（ぎふっこバス）で利用開始。
- 2011年
  - 9月1日 関市内巡回バス（関シティバス）の岐阜バス受託路線で利用開始[2][3]。
  - 10月1日 ポイントサービスの内容を変更[4]。高速名古屋線の岐阜バス担当便で利用開始[注 2]。
- 2013年
  - 10月1日 みずほバスで利用開始。
- 2014年
  - 4月27日 柳バス（柳ヶ瀬商店街循環バス）で利用開始。
- 2015年
  - 1月3日 大野バスセンター内の観交ステーションに自動入金機が設置される。
  - 10月1日 各務原市ふれあいバスで利用開始。
- 2018年
  - 7月11日 道の駅パレットピアおおのに自動入金機が設置される。
- 2021年
  - 11月30日 この日を最後に、ayucaポイント付与サービスが終了した[5]。既に加算されたポイントは12月以降も使用できる。
- 2022年
  - 9月1日 この日より運行を開始する岐南町コミュニティバスで利用開始。

## 購入・返却・再発行について
- ayucaの発売額は3,000円。そのうち2,500円が利用可能額であり、残り500円はデポジットである。チャージ（積み増し入金）することにより、カードは繰り返し使用できる。普通カード以外のayucaにはカード有効期限（SF有効期限）が存在するので、岐阜バスターミナル・岐阜バスJR岐阜案内所・岐阜バス各営業所等においての更新手続きが必要である。また、10年間無使用の場合は失効する。また、電話問い合わせでカード有効期限・残額の照会は不可となっている。この際は取扱窓口・自動入金機・残額表示機での照会しか出来ない[6]。
- ayuca定期券の発売額は定期運賃に500円を加算した額。ayucaと同じく500円はデポジットである。既にayucaを所持している場合、そのカードに定期券機能を付加してayuca定期券にすることが可能である（この場合、定期運賃だけの支払いでよい）。
- カードを返却する際には、所定の払い戻し手数料（ayucaは210円・ayuca定期券は530円、両方を同時に払い戻す際は530円）を差し引いた残高とデポジット500円が払い戻される。ただし、乗車ポイント還元額は払い戻されない。また、払い戻す際にカード残高が210円に満たない場合は、その額が手数料になる。また、ayuca定期券を払い戻す際も払い戻し対象額、または払い戻し対象額とカード残高を合算した額が530円に満たない場合もそれぞれの額が手数料となる。ただし、路線の廃止や大幅な減便を理由として当該区間を含むayuca定期券を払い戻す場合はこの限りではない。
- 530円の手数料を支払って、ayuca定期券の乗車バス停・経由バス停・降車バス停を変更する事ができるが、変更前と変更後で乗車バス停 - 降車バス停間の運賃が異なる場合は手数料に加えて差額を支払う必要がある。ただし、路線の廃止や大幅な減便を理由として当該区間を含む定期券の区間を変更する場合はこの限りではない。
- 記名式カードは紛失・盗難時に、再発行手数料530円とデポジット500円を支払うことにより再発行が可能である。
- ayuca定期券の発行時に、乗降可能バス停一覧表が配布される（今までと乗降可能なバス停が異なる可能性がある）。

## ポイントサービス
2021年11月30日まで、バス乗車の利用金額に応じてポイントが貯まっていた。貯まったポイントを還元することにより、カード残額（利用可能額）に加算されていた。
- ポイント還元額がある場合は、ポイント還元額が優先して運賃の支払いに充てられる(ポイント還元額は2021年12月1日以降も利用可能)
- 定期券区間内の利用およびポイント還元額の利用にポイントは付かない。
- 岐阜市コミュニティバスおよび関市内巡回バスではポイントは付かない。また、ポイント還元額も利用できない。
- ポイントの還元率は 1ポイント＝1円。管理単位は小数第1位までで、小数第2位は切り上げる。
- 未還元のポイントは、カードが失効・無効にならない限り無期限有効。

2006年12月1日から2011年9月30日まで
カードの種類・利用日・時間帯により、乗車1回ごとの利用金額に対して次表の割合でポイントが付与される。
| 種類                      | 利用日・時間帯（降車時基準）                                                       | 付与率 |
| ------------------------- | ---------------------------------------------------------------------------------- | ------ |
| 普通カード 障がい者カード | 下記を除く                                                                         | 14.5%  |
| 普通カード 障がい者カード | 平日10時から16時まで 土曜、日曜、祝日、8月13日 - 15日および12月29日 - 1月3日の終日 | 40.0%  |
| 通学カード こどもカード   | 下記を除く                                                                         | 35.0%  |
| 通学カード こどもカード   | 平日10時から16時まで 土曜、日曜、祝日、8月13日 - 15日および12月29日 - 1月3日の終日 | 40.0%  |

ポイントの還元は、次にチャージするときに自動的に行われる。100ポイント単位で還元され、100ポイント未満の端数は繰り越される。
2011年10月1日から2021年11月30日まで
乗車1回ごとの利用金額に対するポイントは「基本ポイント」となり、これに暦月1ヶ月間の累計利用金額に対する「ボーナスポイント」が加わる。
- 基本ポイントは、カードの種類・利用日・時間帯にかかわらず付与率は2%。
- ボーナスポイントは、当月1日から末日までの累計利用金額が一定額に達した場合に、次表のように付与される。

| 1ヶ月間累計利用金額 | 付与ポイント | 累計ポイント |
| ------------------- | ------------ | ------------ |
| 2,000円未満         | なし         | なし         |
| 2,000円到達時       | 50ポイント   | 50ポイント   |
| 5,000円到達時       | 100ポイント  | 150ポイント  |
| 10,000円到達時      | 150ポイント  | 300ポイント  |

ポイントの還元は、基本ポイント・ボーナスポイントとも、翌月以降初めて降車するときに自動的に行われる。10ポイント単位で還元され、10ポイント未満の端数は繰り越される。
- 2011年9月30日までに貯まったポイントは、同年10月1日以降初めて降車する時に自動的に還元される。この場合、10ポイント未満の端数は10ポイント単位に切り上げる。
- 2021年11月30日をもってポイントサービスの付与を終了した[5]。既に付与されたポイントは12月以降も使用可能。

## 乗継割引
- 2乗車1組45分以内の乗り継ぎで、第2乗車の運賃を40円引き（障がい者カード（大人）は20円引き、障がい者カード（小児）は10円引き）。
- 各種コミュニティバスとの乗り継ぎも対象になる。
- 複数人支払い、深夜バス、通学カード、こどもカードは対象外。
- 第1乗車と第2乗車とで運賃種別が異なる場合は対象外（第1乗車で不足分現金精算をして、第2乗車前にチャージした場合も含む）。
- 第2乗車のバスに乗車する際にカードをタッチし忘れた場合には、乗継割引が適用されない場合がある。
- 時刻表の所定時刻では45分以内で乗継ができるようになっていても、第2乗車のバスが遅延したことによって45分以内に乗継ができなかった場合は割引は適用されない。

## 使用方法

### ayuca利用時
カード残額が少ない時は使用前に、バス車内、営業所・案内所などの取扱窓口または岐阜市役所・大学病院などにある自動入金機でチャージ（入金）しておく。カードには1,000円単位で最高20,000円までチャージできる。
1. 乗車時に入口の乗車リーダーにカードをタッチすると、カードに整理券番号が記録される。整理券は取らなくてよい。
2. 降車時に運賃箱の降車リーダーにカードをタッチすると、事前にチャージしておいたSFから、運賃が引き落とされる。
3. カード残額が不足した場合、「カード残額が不足です」と音声メッセージが流れるので、現金で精算するか、その場でayucaにチャージして運賃を支払う。
4. 乗車時にカードをタッチするのを怠った場合、下車時にカードをタッチすると、「ご乗車になった停留所をお知らせください」と音声メッセージが流れるので、市内均一区間外を走行する路線の場合は、乗車したバス停を申告するか、代わりに受け取った整理券を運転士に手渡して運賃を差し引いてもらう。この場合、乗継割引が適用されない場合がある。

### ayuca定期券利用時
1. 乗車時に入口の乗車リーダーにカードをタッチする。この時に、車内前方の運賃表を見て実際に乗車するバス停名が表示されているか確認したほうが良い。もし違ったままタッチすると、降車時に乗車区間が定期券の範囲内でも乗り越し精算扱いになってしまうことがある。タッチすると、カードにバス停情報が記憶される。
2. 降車時に運賃箱の降車リーダーにカードをタッチする。
3. 乗車区間がすべて定期区間内の場合、「ピッ」と音がして降車できる。
4. 乗車区間に定期券の範囲外が含まれる場合、「乗り越し精算しました」（カード残額が乗り越し区間の運賃以上の場合）または「ピーッ」（カード残額不足の場合）と音がする。残額不足の場合、現金で不足分を支払うかその場でayucaにチャージして乗り越し分の運賃を支払う。
5. 乗り越し精算の際に支払う運賃は、乗り越した区間を普通に乗車した時の運賃と同じである。
6. 乗車時にカードをタッチするのを怠った場合、下車時にカードをタッチすると、「ご乗車になった停留所をお知らせください」と音声メッセージが流れるので、乗車したバス停を申告して処理をしてもらう（区間外精算の必要がない場合は、定期券の表面を運転士に提示しても良い）。

## 取り扱い区間
以下を除く岐阜バスグループの路線と、岐阜市、山県市、各務原市、瑞穂市、岐南町のコミュニティバス全線、関市のコミュニティバスのデマンドバス以外の路線で利用可能。
- 高速新宿線・高速高山線の濃飛バス担当便・高速名古屋関美濃線の名鉄バス担当便（代わりに高速名古屋関美濃線の名鉄バス担当便は、manacaをはじめとする全国交通ICカードが利用可能）。
- イオンモール各務原線
- 寂光院線
- 岐阜大学スクールバス（大学病院通院者も利用できるが、あらかじめ病院売店で専用利用券の購入が必要。現金払いもできない[7]）

## 相互利用

相互利用関係（クリックで拡大）

2013年3月23日より交通系ICカードの全国相互利用が開始されたが、ayucaについては運営している岐阜バスがシステムの違いや利用者からの強い要望がなかったことから、TOICAやmanacaなどとの片利用扱いも含めて相互利用を見合わせており、ayuca以外の交通系ICカードは使用不可の状態となっていたが、2024年3月2日よりmanacaとの片利用が開始された。なお、2015年（平成27年）7月に国土交通省においては、地元利用・圏外利用・外国人利用の利便性も踏まえたayucaを含む地域独自カードエリアにおいて、manaca、TOICAなどの全国相互利用サービス対応の10カードを片利用可能にする新システムの開発、支援を検討していることを発表している。

## 助成制度
大野町においては、町独自の申請で一定額を支援する制度があるが、岐阜バス直接の発行分や重複利用は無効となる。

## 乗車カード以外としての利用
2011年10月1日から、名鉄協商のカーシェアリング「カリテコ」の会員カードしての利用が可能になった。また、同日より提携店舗でayucaを提示すると割引・粗品進呈などの特典を受けられるサービスが開始されたが、電子マネーとしての利用はできない。